# Вільний Посад (Олександрійський район)
Ві́льний Поса́д — село в Україні, у Приютівській селищній громаді Олександрійського району Кіровоградської області. Населення становить 54 осіб. Орган місцевого самоврядування — Приютівська селищна рада.

## Населення
Згідно з переписом УРСР 1989 року чисельність наявного населення села становила 61 особа, з яких 23 чоловіки та 38 жінок.
За переписом населення України 2001 року в селі мешкали 54 особи.

### Мова
Розподіл населення за рідною мовою за даними перепису 2001 року:
| Мова       | Відсоток |
| ---------- | -------- |
| українська | 98,15 %  |
| російська  | 1,85 %   |